# Jada Bahrin
Jada Bahrin is een bestuurslaag in het regentschap Bangka van de provincie Bangka-Belitung, Indonesië. Jada Bahrin telt 1592 inwoners (volkstelling 2010).